# Rio Jaguaripe
O rio Jaguaripe é um rio brasileiro localizado na Bahia. Pelo planejamento governamental hídrico estadual, foi incluído na Região de Planejamento e Gestão das Águas IX, a Recôncavo Sul. O rio dá o nome à cidade homônima baiana e tem origem tupi-guarani, cujo significado é "rio das onças".
Sua foz é caracterizada por manguezais e nela encontram-se diversas ilhas, do Paraíso, Carapeba, Santo Antônio de Jiribatuba e de Matarandiba. É o Jaguaripe o rio sob a ponte do Funil, que conecta o continente à ilha de Itaparica. O fim do Jaguaripe é ainda considerado o limite sul da Baía de Todos os Santos, onde desagua, só que pouco antes disso recebe o fluxo do rio da Dona.